# Antoni Maciej Durski

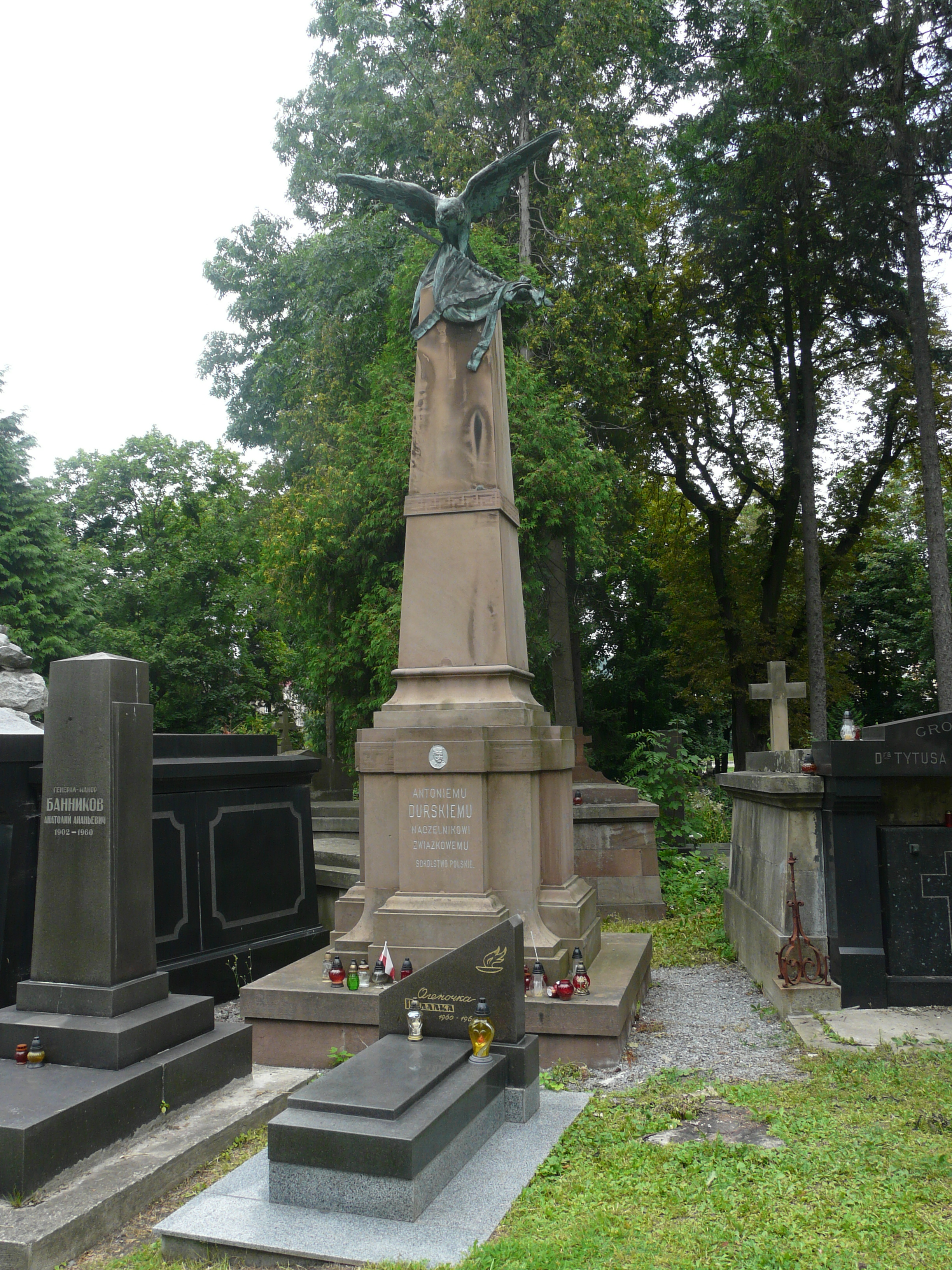
Grób we Lwowie

Antoni Maciej Durski, czasem Antoni Trzaska Durski (ur. 23 lutego 1854 w Zbarażu, zm. 6 listopada 1908 we Lwowie) – polski nauczyciel, naczelnik i generał sokolstwa, pionier gimnastyki, był twórcą polskiej terminologii gimnastycznej, współtwórcą programu i systemu sokolego.

## Życiorys
Syn Antoniego Augustyny z Orthnerów Durskiej, brat marszałka polnego porucznika Karola Durskiego, zastępcy naczelnika Sokoła lwowskiego Jana i Władysława. W 1871 zdał maturę w gimnazjum bernardyńskim we Lwowie. Studiował na Politechnice lwowskiej, jednocześnie będąc nauczycielem gimnastyki w Sokole lwowskim i Zakładzie Mag Edwarda Madejskiego. W latach 1872–1873 odbył jednoroczną służbę wojskową, a od 1874 pracował jako nauczyciel gimnastyki. Gdy w lutym 1875 dotychczasowy naczelnik Sokoła Franciszek Hochmann zrezygnował z funkcji i wyjechał na Węgry, zostaje 1 marca mianowany nowym naczelnikiem.
Podczas Wystawy Higieniczno-lekarskiej i Przyrodniczej, która odbyła się w lipcu 1888 we Lwowie był jednym z ekspertów prowadzących wykłady w dziale VIII Gimnastyka. Omawiał tam wraz z dr. Krówczyńskim. Pokazywano tam jak powinny wyglądać wzorowe boiska i sale gimnastyczne nie tylko dla towarzystw gimnastycznych, ale też szkół ludowych.
28 kwietnia 1900 zawarł we Lwowie związek małżeński z Marią Braunseis, córką radcy budownictwa Józefa Braunseisa. Pracowała ona jako nauczycielka w szkole im. Sienkiewicza, a zmarła  29 kwietnia 1915. Córka Janina zmarła w 1910.
5 listopada 1900 otrzymał tytuł członka honorowego rzeszowskiego gniazda „Sokoła”.

## Naczelnik "Sokoła"
1 marca 1875 mianowany naczelnikiem lwowskiego "Sokoła". Należał do komitetu redakcyjnego "Przewodnika Gimnastycznego "Sokół" od nr 1 wydanego w 1886. Od 1881u pracuje w redakcji pisma, publikując własne opracowania lub tłumaczenia z języka czeskiego, tworząc w ten sposób polską literaturę gimnastyczną.
Jako naczelnik "Sokoła" 1 października 1881 zawiązał na wzór czeski pierwsze grono nauczycielskie w składzie: Cetnar, Tyblewicz, Władysław Janikowski, Teofil Abl, Kazimierz Homiński, Zygmunt Łuszczyński, Piotr Maksymowicz, Florian Stachurski i Kazimierz Usiekniewicz. W latach 1883–84 jest czynnym członkiem komitetu budowy sokolni lwowskiej. W grudniu 1884 udało się wprowadzić do własnego gmachu. W 1886 organizuje grono nauczycielskie "Sokoła" w Krakowie. W 1892 wspólnie z gronem nauczycielskim organizuje pierwszy zlot sokolstwa polskiego we Lwowie. W tym samym roku wydział nowo powstałego Związku Towarzystw Gimnastycznych w uznaniu jego pracy nadaje mu tytuł naczelnika związkowego.

## Pogrzeb i nagrobek
Zmarł 6 listopada 1908 i został pochowany na Cmentarzu Łyczakowskim we Lwowie "kosztem "Sokoła Macierzy". Zaraz po śmierci Antoniego Durskiego uchwalono postawienie mu na grobie pomnika. Powstał on ze składek członków polskich gniazd sokolich. 17 sierpnia 1912 zwłoki Antoniego Durskiego zostały przeniesione do nowego murowanego grobu znajdującego się niedaleko pomnika Ordona i nowej bramy Cmentarza Łyczakowskiego.  Pomnik autorstwa Henryka Périera został poświęcony we wrześniu 1912. Kolumnę wykonano z kamienia trembowelskiego, na szczycie sokół z brązu rozpościera skrzydła i zrywa się do lotu. Poniżej umieszczono wykonane w brązie popiersie Antoniego Durskiego w mundurze sokolim. Na pomniku umieszczono napis: „Antoniemu Durskiemu, naczelnikowi związkowemu — Sokolstwo polskie". Niestety zostało ono skradzione w 1929.

## Publikacje
- Szkoła szermierki siecznej (Lwów, 1879)[14]
- Zarys nauki gimnastyki szkolnej i towarzyskiej. Dział pierwszy - ćwiczenia bez przyrządów, bez przyborów, bez pomocy lub oporu współćwiczących się: I. ćwiczenia wolne, II. ćwiczenia rzędowe (Lwów, 1884)[15]
- Zasady nauki gimnastyki szkolnej i towarzyskiej. Dział siódmy (Lwów, 1886)[16]
- Czesko-polski i niemiecko-polski słowniczek wyrazów gimnastycznych (Lwów, 1896)[15]
- Poręcze. praktyczne lekcye (Lwów, 1897)[15]
- Gimnastyka dziewcząt i kobiet. Ćwiczenia na przyrządach (Lwów, 1898)[15]